# Leopold von Waldburg-Zeil-Wurzach
Leopold von Waldburg-Zeil-Wurzach (* 21. Juni 1769 in Wurzach; † 18. Juni 1800 ebenda) war Erbgraf von Waldburg-Zeil-Wurzach.

## Familie
Erbgraf Leopold war der erstgeborene Sohn des Fürsten Eberhard I. (1730–1807) und der Gräfin Maria Katharina Fugger von Kirchberg und zu Weissenhorn und Glött (* 6. Juni 1744; † 4. April 1796), Tochter des Grafen Sebastian Franz Xaver Joseph Fugger von Kirchberg und zu Weissenhorn und Glött (* 26. Januar 1715; † 1. September 1763) und der Gräfin Maria Anna Elisabeth Gabriela von Firmian (1722–1782).

## Leben

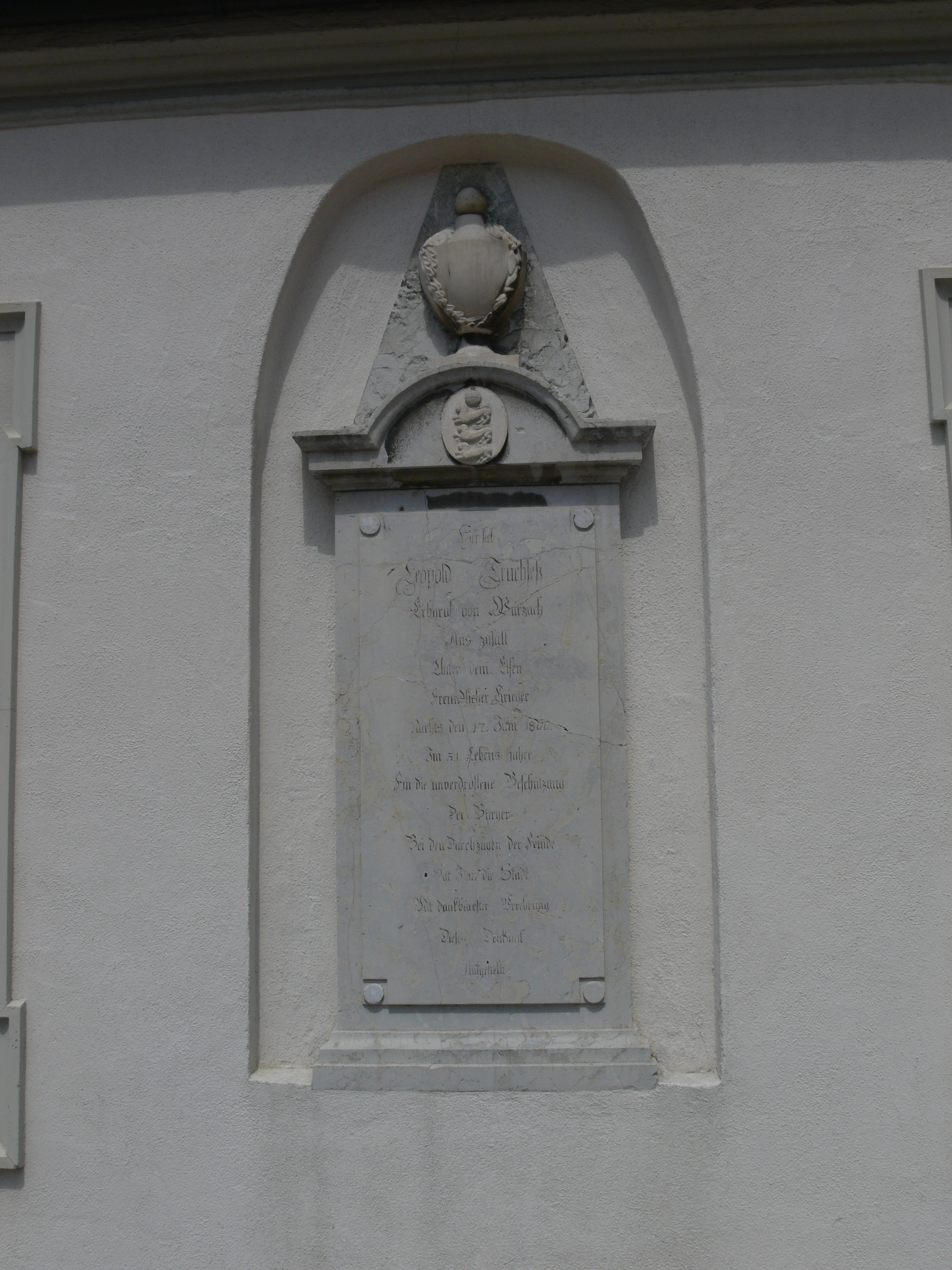
Schloss Wurzach, Bad Wurzach, Baden-Württemberg Denkmal für Leopold Truchsess von Waldburg († 1800) an einem der Torgebäude

Erbgraf Leopold wurde in der Nacht vom 17. auf den 18. Juni 1800 auf dem Schlosshof von Wurzach versehentlich von österreichisch-ungarischen Husaren des Regiments Vécsey mit mehreren Säbelhieben getötet, da diese ihn für einen feindlichen französischen Offizier gehalten hatten.
Nachfolger des Fürsten Eberhard wurde deshalb im Jahre 1807 sein noch minderjähriger Enkel Leopold (1795–1861).

## Ehe und Nachkommen
Erbgraf Leopold heiratete am 15. Oktober 1793 Gräfin Maria Walpurga Franziska Fugger von Babenhausen (1771–1841), Schwester des Fürsten Anselm Maria Fugger von Babenhausen. Er gehörte der römisch-katholischen Kirche an. Das Paar hatte sechs Kinder::
- Maria Walpurga Kathrina (* 13. September 1794; † 9. Oktober 1823),
- Leopold Maria Karl Eberhard (1795–1861), der zweite Fürst von Waldburg-Zeil-Wurzach,
- Maximilian Joseph (* 1. November 1796; † 14. April 1827),
- Maria Josepha (* 25. Juli 1798; † 5. April 1800),
- Karl Friedrich Franz (* 3. September 1799; † 20. Juni 1853),
- Maria Anna Theresia (* 26. August 1800; † 13. Oktober 1856).